# Membres d'honneur de la fédération française de baseball et softball
La fédération française de baseball, softball et cricket possède de nombreux membres d'honneur. Ces personnes deviennent membres à vie en remerciement de services exceptionnels rendus pour le développement de la pratique du baseball en France. Ils sont proposés et élus par vote en Assemblée Générale ou, parfois, par vote de Comité Directeur.  
Les membres les plus notoires sont les américains Charles Comiskey et John Mac Graw, organisateurs de matchs d'exhibitions en France dans les années 1920, qui marquent la naissance de la fédération française de baseball, Eric-Pierre Dufour et Olivier Dubaut, seuls français à avoir siégé à la Fédération internationale de baseball, ainsi que le député Olivier Giscard d'Estaing.
Voici la liste des membres d'honneurs de la FFBS. Sont données dans l'ordre les dates de fonctions puis la date de nomination au statut honorifique.

## Présidents
- Olivier Giscard d'Estaing, (Député d’Antibes), élu le 12 décembre 1971.
- Pierre Petitjean (vice-président de la CEB), 8 novembre 1964 au 3 avril 1968, élu le 14 mars 1993.
- Georges Adamoff, 3 novembre 1968 au 29 décembre 1968, élu le 14 mars 1993.
- Jacques Martineau, 17 octobre 1976 au 8 juin 1981, élu le 8 juin 1981.
- Patrick Tugault (vice-président de la CEB), 8 juin 1981 au 11 novembre 1987, élu le 14 mars 1993. 
Assure l'intérim lors de la vacance au pouvoir de 2009 à la suite de la démission de Denis-Didier Rousseau.
- Eric-Pierre Dufour (membre du Comité exécutif de l'IBAF), 2 décembre 2001 au 4 avril 2009, élu le 4 avril 2009.

## Vice-présidents
- Charles Comiskey, à la suite des exhibitions de Colombes en 1924.
- John Mac Graw, à la suite des exhibitions de Colombes en 1924.
- Alain Perpignan, 9 décembre 1972 au 17 octobre 1976, élu le 14 mars 1993.
- Xavier Fortin, 17 octobre 1976 au 22 novembre 1980, élu le 8 juin 1981.

## Secrétaires généraux
- André Ageorges, 16 janvier 1955 à fin 1955, élu le 14 mars 1983.
- Aldo Lamia (vice-président de la CEB), 29 décembre 1968 au 9 décembre 1972, élu le 14 mars 1993.
- Laetitia Crozzoli, 23 juin 1990 au 9 décembre 1990, élue le 14 mars 1993.

## Trésorier
- Xavier Fortin, 17 octobre 1976 au 22 novembre 1980, élu le 14 mars 1993.

## Président France Softball
- Patrice Bienfait (vice-président de la FES), 1er avril 1990 au 16 août 1993, élu le 16 mai 1998 en CD. Et 24 septembre 1994 au 10 mai 1997, élu en CD le 26 juin 1999.

## PrésidentFrance Cricket
- Olivier Dubaut (vice-président de l'IBAF et de la CEB), 8 septembre 2001 au 15 mars 2009, élu le 15 mars 2009 en AG de France Cricket.